# سوزانا مارتینکووا
سوزانا مارتینکووا (چکی: Susanna Martinková؛ زادهٔ ۱۹ آوریل ۱۹۴۶) بازیگر اهل جمهوری چک است که بیشتر در کشور ایتالیا به فعالیت‌های سینمایی خود پرداخته‌است.
از فیلم‌هایی که وی در آن نقش داشته‌است، می‌توان به یک کارآگاه، مونلا، سندیکا: مرگی در باند تبهکاران و راهزن اشاره کرد.